# Reinhard Eiben
Reinhard Eiben (n. 4 decembrie 1951, Crossen⁠(d), Republica Democrată Germană, Germania) este un canoist ce a reprezentat Germania, medaliat olimpic. A participat la o ediție a Jocurilor Olimpice (1972) în care a câștigat o medalie de aur.

## Participări
Lista de mai jos prezintă principalele competiții la care a participat Reinhard Eiben de-a lungul carierei.
- canoeing at the 1972 Summer Olympics – men's slalom C-1[*]